# Sali (arme)
Pour les articles homonymes, voir Sali.
Un Sali ou Cali ou Tebetebe est un type de casse-tête originaire des Fidji. Il diffère du Gata par la largeur de sa tête de frappe.

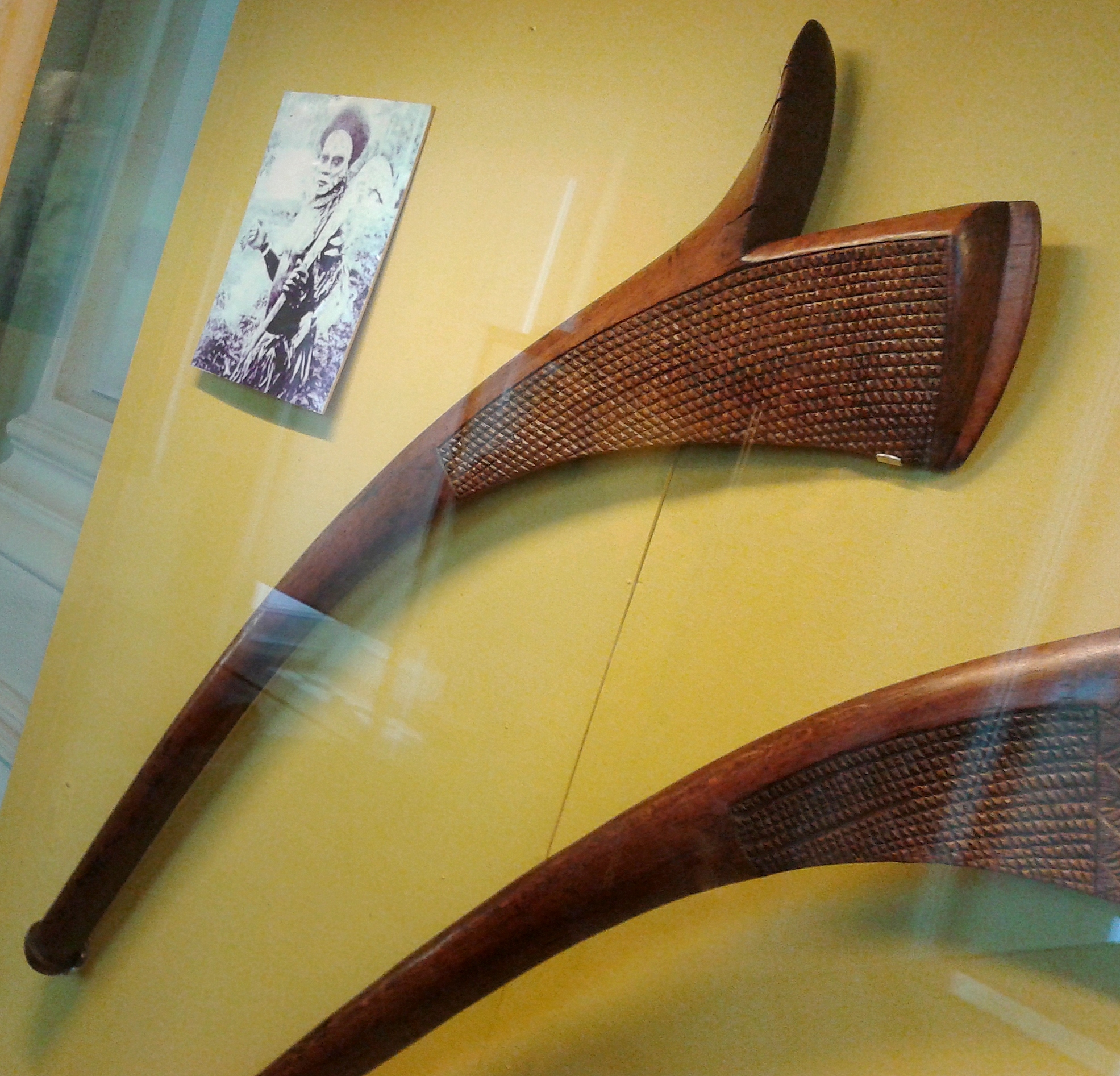
Sali, National Museum of Ethnology (Portugal).

## Usage
Généralement taillé dans un bois dur type bois de fer il est destiné à la guerre. Il est nommé Sali en raison de sa ressemblance avec la fleur griffue de la plante du même nom (Sali) du genre Musa de la famille des bananiers.